# اوفه، نرماندی
اوفه، نرماندی (انگلیسی: Auffay)، کمون سابق در سن-ماریتیم در ناحیه نرماندی (شمال) است. 